# Département de Cruz del Eje
Le département de Cruz del Eje est une des 26 subdivisions de la province de Córdoba, en Argentine. Son chef-lieu est la ville de Cruz del Eje.
Le département a une superficie de 6 653 km2. Sa population s'élevait à 52 172 habitants au recensement de 2001.

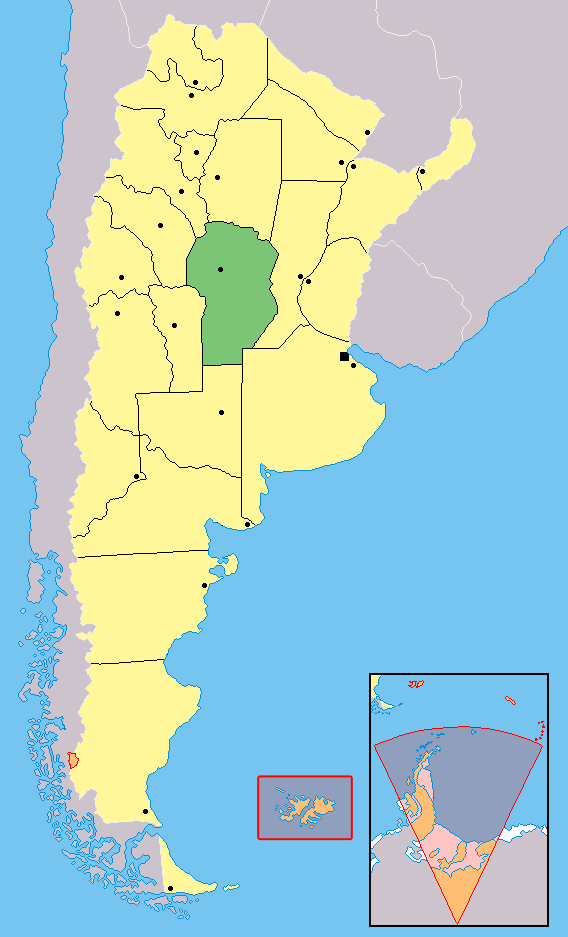
Localisation de la province de Córdoba en Argentine.